# Hippo (filosoof)
Hippo was een (pythagoreïsche) natuurfilosoof die waarschijnlijk actief was in de late 5e eeuw v.Chr. Bronnen vermelden uiteenlopende geboorteplaatsen, zoals Samos en Croton. De komische dichter Cratinus en anderen noemden hem een atheïst. Hij schreef over kosmogonie en biologie. Zo zou water de oersubstantie (archè) zijn voor alle dingen, omdat bijvoorbeeld stervende dingen uitdrogen en voedsel sappig is. Daaruit zou volgen, dat de aarde rustte op het water.
Klassieke auteurs vermeldden verschillende geboorteplaatsen, en het is onduidelijk of Hippo wel of geen echte pythagoreeër was. Het is daarom niet uitgesloten dat 'Hippo' verwijst naar twee verschillende personen. 

## Bron
- Barnes, J. Early Greek Philosophy. London: Penguin, 1987, blz. 214-215.

- Bibliothèque nationale de France: cb13567707q (data)
- Gemeinsame Normdatei: 102395772
- International Standard Name Identifier: 0000 0000 5361 5640
- Library of Congress Control Number: no2001045225
- Nederlandse Thesaurus van Auteursnamen: 069746508
- Système universitaire de documentation: 262387387
- Virtual International Authority File: 7041070
- WorldCat: E39PCjBFRmTrMVkJ4MCBwh6RJC